# Paul Hymans
Paul Hymans, född 23 mars 1865, död 8 mars 1941, var en belgisk politiker. Han var son till Louis Hymans och brorson till Henri Hymans.
Hymans blev advokat i Bryssel 1885, och var professor i jämförande parlamentarisk historia där 1898-1914. Han blev 1900 liberal deputerad och senare partiets främste man. Vid första världskrigets utbrott var Hymans en av förgrundsfigurerna i belgisk politik, och spelade då och senare en framträdande roll i förhandlingarna med ententermakterna, sändes i speciell mission till president Woodrow Wilson i augusti 1914 och var senare samma år minister utan portfölj. 1915-17 var han sändebud i London och samtidigt inrikes-, respektive reparationsmininster. 1918-20 var han utrikesminister och Belgiens 1:a delegerade vid fredskonferensen 1919, 1920 president i Nationernas förbunds första församling. Under de följande freds- och ekonomiska konferenserna var han en av huvudpersonerna och Belgiens delegat hos Nationernas förbund 1920-25, samt flera gånger medlem av dess råd. På nytt utrikesminister 1924-25 och justitieminister 1926-27, fungerade Hymans från 1927 som utrikesminister i Henri Jaspars, Jules Renkins och Charles de Broquevilles regeringar. Hymans var en beprövad skiljedomare i internationella tvister, och var våren 1932 ordförande i den extra folkförbundsförsamlingen på grund av stridigheterna Kina-Japan.

## Utmärkelser
- Storkorset av Nederländska Lejonorden,  11 april 1925[7]
- Storkors av Sankt Olavs orden
- Storkorset av Kristusorden
- Storkorset av Peruanska Solorden
- Storkorset av isländska falkorden
- Uppgående solens orden, första klass
- Storkors av Hederslegionen
- Storkors av Vita örns orden
- Storkors av Sankt Stefansorden
- Skanderbegorden
- Storkors av Gregoriusorden
- Bolivars bysts orden
- Riddare med storkors av Sankt Mikaels och Sankt Georgsorden
- Storkorsriddare av Sankt Mauritius och Sankt Lazarusorden
- Riddare av Hederslegionen
- Adolf av Nassaus civil- och militärförtjänstorden
- Etiopiska Stjärnorden
- Storkorset av Finlands Vita Ros’ orden
- Kommendör med stora korset av Vasaorden
- Vita örnens orden
- Storkors av Kronorden
- Storkorset av Karl III:s orden
- Tre Stjärnors orden, första klass
- Storkors av Leopoldorden
- Muhammed Ali-orden
- Storkorset av Rumänska Stjärnans orden
- Första graden av Danilo I:s orden
- Orde del Cóndor de los Andes grado Gran Cruz
- Dannebrogorden

[Redigera Wikidata]